# Schuller Imre
Schuller Imre (Budapest, 1919. november 20. – Budapest, 2009. április 29.) magyar operatőr, filmrendező.

## Életpályája
1937–1938 között a franciaországi Textilfőiskola diákja volt. Kezdetben tisztviselő illetve textiltechnikus volt. 1947-ben a Szivárvány filmlaboratóriumban kezdte a szakmát, laboránsként. 1950–1982 között a Mafilm Népszerűtudomány- és Oktatófilmstúdiójában dolgozott. 1982-ben nyugdíjba vonult.
Széchenyi Zsigmonddal részt vett a Magyar Nemzeti Múzeum afrikai gyűjtő expedíciójában.

## Filmjei
- Erdők és emberek
- Az erdő királya
- Requiem
- Vadállatok szemtől szembe
- Város a völgyben
- Vakon követnek
- Átkelés a Gránikuson
- A kalapács művésze
- Holdfogyatkozás
- Fásítások ápolása és védelme (1955)
- Mozogni jó (1960)
- Afrikában jártunk (1960)
- Pásztor és kutyája (1974)
- Földből lett házak (1974)
- Erdő, adj menedéket! (1977)
- Hajnali imádság (1983)
- A kamerás ember (2006)

## Díjai
- a filmszemle életműdíja (2002)